# Laurent Lamarca
Laurent Larmarca est un auteur-compositeur-interprètre français.

## Biographie
Laurent Lamarca est né dans une famille de musiciens amateurs : sa mère joue de l'accordéon, son père de la guitare. Il a grandi à Lyon.
Il a commencé à parcourir les routes de France seul en 2010, avant un passage remarqué aux Francofolies de La Rochelle en 2011.
Son premier EP, contenant 5 titres, est sorti en juin 2012. La même année, il est lauréat du prix FAIR.
Son premier album Nouvelle Fraîche est sorti le 23 septembre 2013 chez Columbia. Cette même année, il est finaliste du Prix Talents W9.
Avant la sortie de son second album, il a sorti deux EP : Borderlune en 2015 et Borderlune #2 en 2016.
Son second album Comme un aimant, sorti le 6 avril 2018 chez Elektra Records,, a atteint la 94e place du Top Albums. France. On retrouve sur ce disque les titres Le Vol Des Cygnes, que Laurent a notamment repris avec les Fréro Delavega, et le titre Le pouvoir des gens en duo avec Jérémy Frérot.
Il a assuré les premières parties de nombreux artistes tels que Fréro Delavega, Francis Cabrel, La Grande Sophie, Renan Luce et Rose.
Parallèlement à sa carrière de chanteur, il écrit et compose pour divers interprètes (Jérémy Frérot, Ben Mazue, Louane, Kendji Girac, Christophe Willem, Claudio Capéo, Zaz, Fréro Delavega, Trois Cafés Gourmands, Luce, Rose, Joyce Jonathan, Ycare…).
Avant d'entamer une carrière solo, il a fait partie du groupe de rock lyonnais XX Mariani. Il a aussi accompagné sur scène Ycare, Camélia Jordana et Luce.

## Discographie

### Laurent Lamarca - EP (2012)
1. J'ai l'aissé derrière moi
2. Kleptomane
3. La main
4. Garçon Sauvage
5. Céline

### Nouvelle Fraîche (2013)
1. Nouvelle Fraîche
2. J'ai laissé derrière moi
3. Kleptomane
4. Little Rimbaud
5. La main
6. Céline
7. Garçon Sauvage
8. Taxi
9. Bellevile
10. Venus
11. Autour de moi
12. Les Jolies Chauses

### Borderlune - EP (2015)
1. Bordelune
2. L'homme sweet homme
3. Le vol des cygnes
4. Tombe la pluie
5. Love Love Love #1

### Borderlune #2 - EP (2016)
1. Comme un aimant
2. Mes amis et moi
3. Love Love Love #2
4. Du tout au rien
5. Taxi (Live)
6. Le vol des cygnes (Remix)

### Comme un aimant (2018)
1. On est des milliards
2. Croire en toi et moi
3. Bella Vida
4. Le vol des cygnes
5. Je veux vivre
6. Je ne dors plus
7. Du tout au rien
8. Main dans la main
9. Un millième
10. Que des rires
11. Le pouvoir des gens (avec Jérémy Frérot)
12. Comme un aimant

## Collaborations
- 2011 : « Manger Du Sable » sur l’album Première Phalange de Luce

- 2011 : « La Canard Rose » sur l’album Lumière Noire de Ycare

- 2013 : « Boléro » sur l’album Caractère  de Joyce Jonathan

- 2015 : « Maman Est En Bad » sur l’album Pink Lady de Rose

- 2015 : « Le Cœur Elephant » sur l’album Des ombres et des lumières de Fréro Delavega

- 2017 : « La Mer Est Calme » sur l’album La Femme Idéal de Ben Mazué

- 2018 : « Que Dieu Me Pardonne » sur l’album Amigo de Kendji Girac

- 2018 : « Que Dieu Me Pardonne » et « Il Y Aura » sur l’album Tant Que Rien Ne M’Arrete de Claudio Capéo

- 2018 : « L’Homme Nouveau », « Des » et « Regarder Les Gens » sur l’album Matriochka de Jérémy Frérot

- 2018 : « Que Vendra » sur l’album Effet Miroir de Zaz

- 2020 : « Semaine A Semaine B » sur l’album Paradis de Ben Mazué

- 2020 : « Peut Etre » sur l’album Joie De Vivre de Louane

- 2020 : « On T’Emmène » et « L’Année Prochaine » sur l’album Comme Des Enfants de Trois Cafés Gourmands

- 2020 : « Trois Petits Pas » et « Dans 100 Ans » pour la compilation Green Team

- 2020 : « On Est D’amour » sur l’album Good Vaïbes de Vaimalama

- 2020 : « Un Homme » single de Jérémy Frérot

- 2020 : « Quand Ça Va Pas » sur l’EP Yuniverse de Yun

- 2021 : « Un homme », « Meilleure Vie », « Qui A Raison? », « Pareil », « Mon Rêve », « Fais-Le », « Je te Veux », « Ça Déborde », « Le Pestacle » et « Le Regain » sur l’album Meilleure Vie de Jérémy Frérot

- 2021 : « Imagine » sur l’album Isa de Zaz

- 2021 : "C'est Quoi?" sur l'album A Nos Cœurs de Anne Sila
- 2022 : « On Voulait », « C’est Toi Le Futur », « L’amour Après L’Orage » sur l’album  Rose Des Vents de Claudio Capéo
- 2022 : « Entre Toi Et Moi », « Un Pas De Coté », « La Vie C’est Maintenant », « Les Bons Cotés » sur l’album La Marfée de Yannick Noah
- 2022 : « J’avance », « J’tomberai Pas », « Fantômes », « Un Peu Comme Toi Et Moi », « Dans Le Regard De L’autre », « Solitude », « J’vais Exploser », « La Fin Des Choses » sur l’album Panorama de Christophe Willem
- 2022 : « Petits Princes » sur l'album La Vingtaine de Mentissa
- 2023 : « Pure » sur l'album The Game de Gjon"s Tears